# Simulierte Abkühlung
Die simulierte Abkühlung (englisch simulated annealing, auch simuliertes Tempern oder simulierte Vergütung genannt) ist ein heuristisches Approximationsverfahren. Sie wird zum Auffinden einer Näherungslösung von Optimierungsproblemen eingesetzt, die durch ihre hohe Komplexität das vollständige Ausprobieren aller Möglichkeiten und mathematische Optimierungsverfahren ausschließen.
Grundidee ist die Nachbildung eines Abkühlungsprozesses, etwa beim Glühen in der Metallurgie. Nach dem Erhitzen eines Metalls sorgt die langsame Abkühlung dafür, dass die Atome ausreichend Zeit haben, sich zu ordnen und stabile Kristalle zu bilden. Dadurch wird ein energiearmer Zustand nahe am Optimum erreicht. Übertragen auf das Optimierungsverfahren entspricht die Temperatur einer Wahrscheinlichkeit, mit der sich ein Zwischenergebnis der Optimierung auch verschlechtern darf. Wie viele andere Lokale-Suche-Algorithmen kann das Verfahren dadurch ein lokales Optimum wieder verlassen, um ein besseres zu finden. Vom Metropolis-Algorithmus in Monte-Carlo-Simulationen unterscheidet sich das Verfahren durch das Absenken der Temperatur im Verlauf der Iteration.
Der Algorithmus wird beispielsweise beim Floorplanning im Laufe eines Chipentwurfs oder für die Standort- und Routenplanung verwendet.
In den 1990er Jahren wurden Quantenversionen der simulierten Abkühlung (mit Tunnelung zwischen den Minima) eingeführt.

## Motivation
Der Algorithmus der simulierten Abkühlung ist durch physikalische Überlegungen motiviert. Gesucht sei ein energetisch günstigster Zustand eines Systems, welches mithilfe der Boltzmann-Statistik beschrieben werden kann.
Gemäß der Boltzmann-Statistik ist die Wahrscheinlichkeit, einen Mikrozustand mit Energie {\displaystyle \geq E_{j}} anzutreffen, gegeben durch die Wahrscheinlichkeitsverteilung
{\displaystyle p(E_{j})\propto \exp \left(-{\frac {E_{j}}{k_{\mathrm {B} }T}}\right),}
wobei {\displaystyle k_{\mathrm {B} }} die Boltzmann-Konstante und {\displaystyle T} die Temperatur ist. Die Energie des energetisch günstigsten Zustandes sei {\displaystyle E_{0}}. Die obige Proportionalität bleibt bestehen bei Multiplikation mit einem von {\displaystyle E_{j}} unabhängigen Faktor:
{\displaystyle p(E_{j})\propto \exp \left(-{\frac {(E_{j}-E_{0})}{k_{\mathrm {B} }T}}\right)}
Da {\displaystyle E_{0}} der energetisch günstigste Zustand ist, gilt {\displaystyle E_{j}-E_{0}\geq 0}. Weiterhin ist {\displaystyle k_{\mathrm {B} }>0} und {\displaystyle T>0}. Somit ist der Exponent negativ, und mit abnehmender Temperatur wird sein Betrag größer, wodurch die Wahrscheinlichkeit sinkt, einen angeregten Energiezustand mit mindestens {\displaystyle E_{j}} zu finden. Senkt man somit die Temperatur des Systems langsam ab, so wird der energetisch günstigste Zustand mit immer größerer Wahrscheinlichkeit angetroffen.

## Problemstellung
Gegeben sei der Lösungsraum {\displaystyle D}, eine Fitnessfunktion {\displaystyle f\colon D\rightarrow \mathbb {R} }, die jeder Lösung in {\displaystyle D} einen Wert zuweist, und ein Abbruchkriterium.
Gesucht ist eine approximative Lösung des globalen Minimums von {\displaystyle f} über {\displaystyle D}, also ein {\displaystyle x\in D} mit möglichst kleinem Wert {\displaystyle f(x)}. Sollte ein {\displaystyle x} mit möglichst großem Wert gesucht sein (Maximierungsproblem), kann man dies durch Negieren von {\displaystyle f} einfach auf den vorigen Fall zurückführen.
Außerdem wird ein Umgebungsbegriff {\displaystyle U\colon D\rightarrow {\mathcal {P}}(D)} benötigt (wobei {\displaystyle {\mathcal {P}}(D)} die Potenzmenge von {\displaystyle D} bezeichnet), um zu gegebenem {\displaystyle x\in D} eine benachbarte Lösung {\displaystyle y\in U(x)} zu erzeugen.

## Algorithmus
1. Initialisierung:
  - wähle eine Startlösung {\displaystyle x\in D}
  - setze {\displaystyle x_{\mathrm {approx} }=x}
  - wähle eine monoton gegen Null fallende Folge von positiven Temperaturwerten {\displaystyle (T_{t})_{t\in \mathbb {N} }}
  - Setze {\displaystyle t=0}
2. lokale Veränderung:
  - wähle zu {\displaystyle x} einen Nachbarn {\displaystyle y\in U(x)} zufällig aus
3. Selektion:
  - wenn {\displaystyle f(y)\leq f(x)}, setze {\displaystyle x=y}
  - anderenfalls setze {\displaystyle x=y} nur mit Wahrscheinlichkeit {\displaystyle \exp \left(-{\frac {f\left(y\right)-f\left(x\right)}{T_{t}}}\right)}.
4. Bisher beste Lösung aktualisieren:
  - wenn {\displaystyle f(x)<f(x_{\text{approx}})}, setze {\displaystyle x_{\text{approx}}=x}
5. Inkrementiere:
  - setze {\displaystyle t=t+1}
6. Abbruch oder weiter:
  - wenn die Abbruchbedingung nicht erfüllt ist, gehe zu Schritt 2.

### Erläuterungen
Die Wahrscheinlichkeit {\displaystyle \exp \left(-{\frac {f(y)-f(x)}{T_{t}}}\right)}, dass {\displaystyle x} durch ein schlechteres {\displaystyle y} ersetzt wird, ist umso kleiner, je größer die Verschlechterung {\displaystyle f(y)-f(x)} ist. Weil {\displaystyle T_{t}} eine monoton fallende Folge ist, nimmt die Wahrscheinlichkeit außerdem während eines Programmlaufs immer mehr ab. Das Verfahren verhält sich mit abnehmendem {\displaystyle T_{t}} mehr und mehr wie ein Bergsteigeralgorithmus.
Wie ein Nachbar {\displaystyle y\in U(x)} gewählt werden sollte, hängt von dem vorliegenden Problem ab. In der Informatik ist häufig der Wertebereich {\displaystyle D=\{0,1\}^{n}} und {\displaystyle x=(x_{1},x_{2},\dotsc ,x_{n})} wird als Bit-Vektor betrachtet. Ein Nachbar {\displaystyle y} von {\displaystyle x} kann dann z. B. durch das Flippen (Invertieren) von einem oder von wenigen Bits erzeugt werden (siehe Wegener 2005).
Es sind verschiedene Abbruchbedingungen denkbar. Zum Beispiel wird nur eine maximale Anzahl von Durchläufen erlaubt, eine ausreichende Fitness definiert, eine Untergrenze für die Abkühlung festgelegt oder eine Anzahl {\displaystyle t} von Zeitpunkten definiert, über die {\displaystyle x_{\mathrm {approx} }} sich nicht mehr geändert hat.

### Graphische Verdeutlichung

Graphische Darstellung einer Landschaft, in der ein globales Minimum gefunden werden soll.

Die Idee des simulierten Abkühlens kann man sich graphisch verdeutlichen.
Angenommen, man sucht in einer zweidimensionalen Landschaft den (global) tiefsten Punkt. Die Landschaft selbst besteht aus vielen unterschiedlich tiefen Dellen. Die einfache Suchstrategie (suche den nächsten tiefsten Punkt) entspricht dem Verhalten einer Kugel, welche in dieser Landschaft ausgesetzt wird. Sie rollt zum nächsten lokalen Minimum und bleibt dort. Bei der simulierten Abkühlung wird der Kugel immer wieder ein Stoß versetzt, der mit zunehmender „Abkühlung“ schwächer wird. Dieser ist idealerweise stark genug, um die Kugel aus einer flachen Delle (lokales Minimum) zu entfernen, reicht aber nicht aus, um aus dem globalen Minimum zu fliehen.

Simulierte Abkühlung bei der Suche nach einem Maximum. Die zahlreichen lokalen Maxima werden durch die bei noch hoher „Temperatur“ starke Rausch-Bewegung der Temperatursimulation schnell wieder verlassen. Das globale Maximum wird aber zuverlässig gefunden, da der fallende „Temperatur“-Wert zum Ende nicht mehr ausreicht, es zu verlassen. Das erbringt bessere Resultate als ein einfacher Bergsteigeralgorithmus.